# 7,7 cm FK 16
7,7 cm FK 16 – niemiecka armata polowa używana w obu wojnach światowych, powstała jako modyfikacja wcześniejszej armaty 7,7 cm FK 96 n.A.

## Opis
Zaprojektowana w zakładach Kruppa 7,7 cm FK 96 n.A. była bardzo dobrą i niezawodną armatą, ale już w czasie I wojny światowej okazało się, że jej zasięg nie był wystarczająco duży i potrzebna była nowsza broń o większym zasięgu. Zaprojektowano wówczas 7,7 cm FK 16, która od swojej poprzedniczki różniła się jedynie nieco dłuższą lufą i drobnymi zmianami w konstrukcji oporopowrotnika, łoża i podwozia. Zachowano także bardzo nietypowy kaliber 77 milimetrów, który oryginalnie wybrano, zamiast przyjętych kalibrów 75 czy 76,2 milimetrów, z bardzo praktycznych powodów – zdobyczne rosyjskie czy francuskie armaty mniejszego kalibru mogły być łatwo przekalibrowane na większy kaliber 77 milimetrów, a z drugiej strony niemieckie armaty 77 milimetrów były praktycznie bezużyteczne dla przeciwnika.
W porównaniu z jej poprzedniczką zasięg FK 16 wzrósł o ponad 3000 metrów, to jest do 10,3 kilometra. Głównym minusem nowego działa był większy ciężar, co jednak nie stanowiło większego problemu podczas wojny pozycyjnej, w której linie frontu nie przesuwały się. Nowe działo miało też mniejszą szybkostrzelność bo używało amunicję rozdzielnego ładowania ze zmiennym ładunkiem, która jednak miała też szereg zalet (na przykład mniejsze zużycie lufy podczas strzelania na krótkie dystanse dzięki zastosowaniu mniejszego ładunku). Pierwsze armaty dotarły na front w 1916 roku. Na koniec wojny Armia Cesarstwa Niemieckiego posiadała 3020 armat FK 16 i 3744 armaty FK 96 n.A.
Po zakończeniu I wojny światowej część armat typu FK 16 na mocy traktatu wersalskiego zostało przekazanych do Belgii i Holandii. Reichswehra zachowała niektóre z nich i po wymianie lufy na kaliber 75 milimetrów działa oznaczone jako 7,5 cm FK 16 n.A. służyły do końca II wojny światowej.